# François Baroin
François Baroin (ur. 21 czerwca 1965 w Paryżu) – francuski polityk i samorządowiec, minister, parlamentarzysta.

## Życiorys
Jest synem Michela Baroina, pisarza i wielkiego mistrza masońskiej loży Wielki Wschód Francji. Ukończył studia na Université Paris-Panthéon-Assas i w Institut supérieur de gestion. Pracował jako dziennikarz, następnie podjął praktykę prawniczą w Paryżu.
W kolejnych wyborach parlamentarnych w 1993, 1997, 2002, 2007 i 2012 uzyskiwał mandat deputowanego do Zgromadzenia Narodowego. Od 2002 do 2005 był wiceprzewodniczącym niższej izby parlamentu. W 1995 wybrany na mera Troyes, reelekcję uzyskiwał w 2001, 2008, 2014 i 2020.
Działał w gaullistowskim Zgromadzeniu na rzecz Republiki, następnie przystąpił do powstałej na bazie RPR Unii na rzecz Ruchu Ludowego.
W administracji rządowej po raz pierwszy pracował w okresie od maja do listopada 1995 jako sekretarz stanu w kancelarii premiera i rzecznik rządu. W latach 2005–2007 sprawował urząd ministra do spraw terytoriów zamorskich w gabinecie Dominique’a de Villepin. 26 marca 2007 zastąpił Nicolasa Sarkozy’ego na stanowisku ministra spraw wewnętrznych i gospodarki terytorialnej. Funkcję tę sprawował do 18 maja 2007, kiedy to w rządzie François Fillona stanowisko to objęła Michèle Alliot-Marie.
W 2010 został ministrem ds. budżetu, finansów publicznych i reformy państwa w drugim rządzie François Fillona. Pozostał na tym stanowisku także po kolejnej rekonstrukcji z tego samego roku, obejmując też funkcję rzecznika prasowego rządu. W 2011 zastąpił Christine Lagarde na funkcji ministra gospodarki, finansów i przemysłu (pełnił tę funkcję do 2012). W 2014 wszedł w skład francuskiego Senatu, w którym zasiadał do 2020. W 2014 objął funkcję prezesa zrzeszeniu francuskich merów (AMF), sprawował ją do 2021.
Został też nauczycielem akademickim w HEC Paris. W 2022 powołany na prezesa francuskiego oddziału przedsiębiorstwa Barclays.